# Celtic Football Club Women
El Celtic Football Club Women es un equipo de fútbol femenino de Escocia, es la sección femenina del Celtic Football Club. Juega en la Scottish Women's Premier League, primera división del país.

## Historia
En los primeros 120 años de existencia del Celtic, el club solo tuvo su sección masculina. En junio de 2007 se estableció el equipo femenino, cuando el Celtic adquirió al Arsenal North L.F.C.
En su primer año, el Celtic logró llegar a la final de la Copa de Escocia Femenina, donde perdieron por 3-1 ante el Hibernian en mayo de 2008. El primer trofeo del equipo llegó en 2010, cuando obtuvo la Copa de la Liga de Escocia Femenina, derrotando a Spartans por 4-1 en la final.
En diciembre de 2018, el Celtic anunció sus planes para que su plantel sea completamente profesional, con un periodo de transición que comenzó en la temporada 2019. Con esto, el Celtic fue el primer club escocés en la historia en ser completamente profesional.

## Estadio
El Celtic juega sus encuentros de local en el K-Park Training Academy del East Kilbride F.C. desde 2015.

## Jugadoras

### Jugadora del año
| Temporada | Jugadora         | Nacionalidad      | Posición       | Ref.   |
| --------- | ---------------- | ----------------- | -------------- | ------ |
| 2015      | Kelly Clark      | Escocia           | Centrocampista | [ 9 ]  |
| 2016      | Mairead Fulton   | Escocia           | Centrocampista | [ 10 ] |
| 2017      | Kerry Montgomery | Irlanda del Norte | Centrocampista | [ 11 ] |
| 2018      | Natalie Ross     | Escocia           | Centrocampista | [ 12 ] |
| 2019      | Keeva Keenan     | Irlanda           | Defensa        | [ 13 ] |

## Entrenadores
- John Holt: 2007–2008
- Robert Docherty: 2008–2012
- Peter Caulfield: 2013
- David Haley: 2013–2018
- Edward Gallagher (Interino): 2018
- Eddie Wolecki Black: 2018–2019
- Fran Alonso: 2019-presente

## Palmarés
| Competición nacional   | Títulos | Subcampeonatos |
| ---------------------- | ------- | -------------- |
| Premier League (0/2)   |         | 2009, 2010.    |
| Copas de Escocia (0/1) |         | 2008.          |
| Copa de la Liga (1/1)  | 2010.   | 2017.          |